# Parti Algérien pour la Démocratie et le Socialisme
Algeriska partiet för demokrati och socialism (PADS) är ett politiskt parti i Algeriet. Det grundades 1993 av den marxist-leninistiska falangen i Ettehadi.[källa behövs]
PADS ger ut Le Lien des Ouvriers et Paysans. Dess internationella samarbetsorgan är Internationella kommunistiska seminariet där bland annat svenska Kommunistiska Partiet deltar.